# Districtul Si Chiang Mai
Si Chiang Mai (în thailandeză ศรีเชียงใหม่) este un district (Amphoe) din provincia Nong Khai, Thailanda, cu o populație de 30.687 de locuitori și o suprafață de 198,0 km².